# Johann Ganitzer

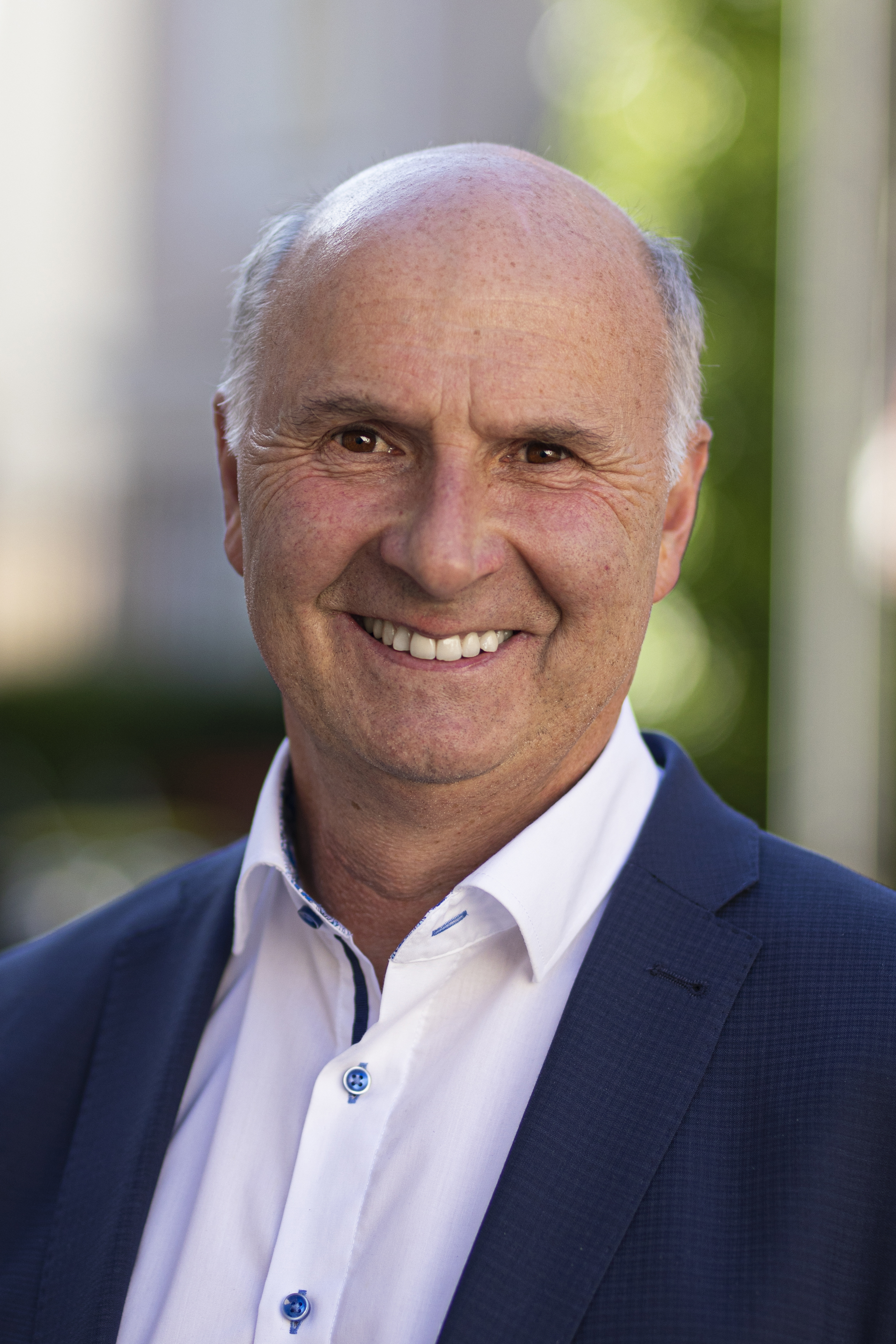
Johann Ganitzer (2020)

Johann Ganitzer, auch Hans Ganitzer, (* 14. Dezember 1961 in St. Johann im Pongau) ist ein österreichischer Politiker der Sozialdemokratischen Partei Österreichs (SPÖ). Vom 27. Mai 2020 bis zum 14. Juni 2023 war er Abgeordneter zum Salzburger Landtag. Ab 2009 war er Vizebürgermeister von Großarl, im März 2024 wurde er zum Bürgermeister gewählt.

## Leben
Johann Ganitzer besuchte die Volks- und Hauptschule in Großarl. Danach begann er 1977 eine Lehre zum Karosseriebauer, die er 1980 mit dem Lehrabschluss beendete. Von 1980 bis 1984 war er als Kfz-Spengler in St. Johann im Pongau und Wagrain tätig, 1981 leistete er den Präsenzdienst. 1984 trat er in den Dienst beim Land Salzburg bei der Straßenmeisterei Schwarzach im Pongau ein, wo er auch als Personalvertreter tätig ist.
Seit 2009 ist er Vizebürgermeister von Großarl. Bei der Landtagswahl in Salzburg 2018 kandidierte er für die SPÖ im Landtagswahlkreis St. Johann im Pongau sowie auf Platz 15 der Landesliste. Am 27. Juni 2020 wurde er in der 16. Gesetzgebungsperiode als Abgeordneter zum Salzburger Landtag angelobt. Er rückte für Gerald Forcher, der sein Mandat am 11. März 2020 zurücklegte. Im SPÖ-Landtagsklub übernahm er die Funktion als Gemeindesprecher und ist für die Agenden Volkskultur und Brauchtum, sowie Tourismus und Arbeitsmarkt zuständig.
Nach der Landtagswahl in Salzburg 2023 schied er aus dem Landtag aus. Im Zuge der Gemeindevertretungs- und Bürgermeisterwahlen in Salzburg 2024 setzte er sich gegen den ÖVP-Bürgermeister Johann Rohrmoser durch und wurde mit 56,25 Prozent der Stimmen zum Bürgermeister von Großarl gewählt.